# 白幡仲町
白幡仲町（しらはたなかちょう）は、神奈川県横浜市神奈川区の町名。「丁目」のない単独行政地名。住居表示実施済み区域。

## 地理
神奈川区の北東部に位置し、北東に西大口、東に七島町、南東に白幡東町、南に白幡南町、南西に白幡西町、西に白幡上町、北に白幡向町と接している。

## 歴史

### 地名の由来
白幡町の中央にあることから。

### 沿革
- 1943年（昭和18年）2月1日 - 白幡町の一部を分離し、白幡仲町を新設。横浜市神奈川区白幡仲町となる[6]。
- 1991年（平成3年）11月11日 - 住居表示の実施に伴い、白幡南町の一部を編入し、白幡上町との境界を変更する[7]。

## 世帯数と人口
2025年（令和7年）3月31日現在（横浜市発表）の世帯数と人口は以下の通りである。
| 町丁     | 世帯数    | 人口    |
| -------- | --------- | ------- |
| 白幡仲町 | 1,312世帯 | 2,418人 |

### 人口の変遷
国勢調査による人口の推移。
| 年                 | 人口  |
| ------------------ | ----- |
| 1995年（平成7年）  | 2,510 |
| 2000年（平成12年） | 2,366 |
| 2005年（平成17年） | 2,335 |
| 2010年（平成22年） | 2,277 |
| 2015年（平成27年） | 2,418 |
| 2020年（令和2年）  | 2,487 |

### 世帯数の変遷
国勢調査による世帯数の推移。
| 年                 | 世帯数 |
| ------------------ | ------ |
| 1995年（平成7年）  | 1,127  |
| 2000年（平成12年） | 1,139  |
| 2005年（平成17年） | 1,119  |
| 2010年（平成22年） | 1,106  |
| 2015年（平成27年） | 1,207  |
| 2020年（令和2年）  | 1,300  |

## 学区
市立小・中学校に通う場合、学区は以下の通りとなる（2024年11月時点）。
| 番・番地等 | 小学校             | 中学校               |
| ---------- | ------------------ | -------------------- |
| 全域       | 横浜市立白幡小学校 | 横浜市立神奈川中学校 |

## 事業所
2021年（令和3年）現在の経済センサス調査による事業所数と従業員数は以下の通りである。
| 町丁     | 事業所数 | 従業員数 |
| -------- | -------- | -------- |
| 白幡仲町 | 31事業所 | 132人    |

### 事業者数の変遷
経済センサスによる事業所数の推移。
| 年                 | 事業者数 |
| ------------------ | -------- |
| 2016年（平成28年） | 32       |
| 2021年（令和3年）  | 31       |

### 従業員数の変遷
経済センサスによる従業員数の推移。
| 年                 | 従業員数 |
| ------------------ | -------- |
| 2016年（平成28年） | 123      |
| 2021年（令和3年）  | 132      |

## 施設
- 白幡八幡神社

## その他

### 日本郵便
- 郵便番号 : 221-0071[3]（集配局：神奈川郵便局[17]）

### 警察
町内の警察の管轄区域は以下の通りである。
| 番・番地等 | 警察署       | 交番・駐在所 |
| ---------- | ------------ | ------------ |
| 全域       | 神奈川警察署 | 白幡交番     |